# Табличка из Мальяно
Табличка из Мальяно, Пластина из Мальяно (итал. Piombo di Magliano, точный перевод Свинец из Мальяно, CIE 5237, TLE 359, ET AV 4.1) — этрусское изделие, свинцовая пластина неправильной округлой формы, диаметром приблизительно 8 см. Диск был найден на территории муниципалитета Мальяно в Тоскане (провинция Гроссето) в 1883 году и датируется V—IV веками до н. э. Хранится в Археологическом музее Флоренции.

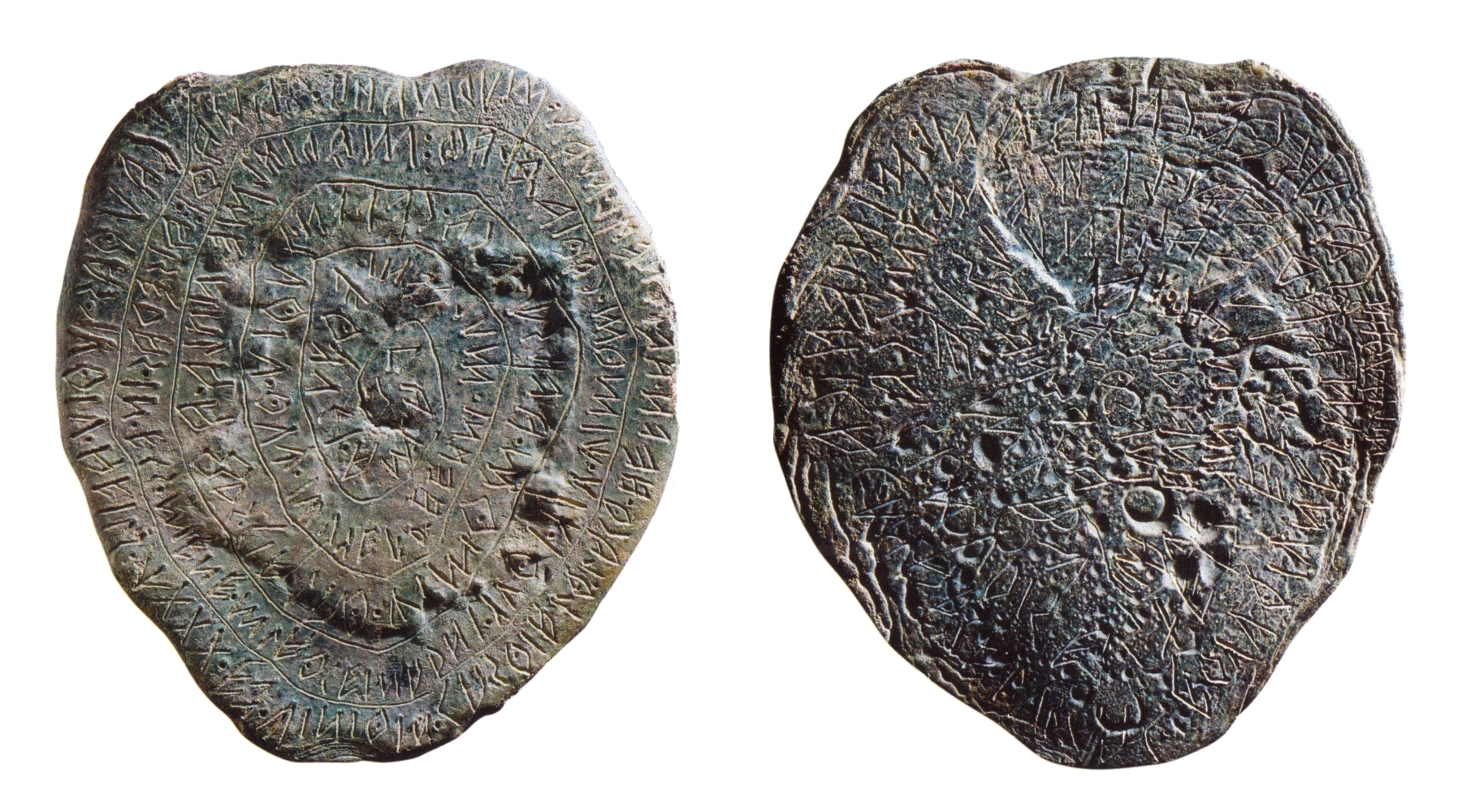
Фотография

Спиралевидная надпись на этрусском языке на обеих сторонах диска читается от края к центру и содержит около 70 слов, что относит Пластину из Мальяно к числу наиболее длинных известных этрусских текстов. Интерпретация надписи показывает, что в сообщении говорится, скорее всего, о нормах для жертвоприношений этрусским богам: Тину, Марису, Калу, Кантасу, принятых в этом регионе в то время.
По форме и исполнению Табличка из Мальяно напоминает знаменитый Фестский диск, после находки которого табличку часто стали называть Диском из Мальяно.